# Szlak metaboliczny
Szlak metaboliczny – szereg następujących po sobie reakcji biochemicznych, w których produkt jednej reakcji jest substratem kolejnej. Reakcje szlaków są zwykle katalizowane przez enzymy oraz podlegają ścisłej kontroli. W skali całego organizmu reakcje metaboliczne regulowane są przez hormony.

## Typy szlaków metabolicznych
W komórkach organizmów żywych istnieje wiele szlaków metabolicznych:
- część z nich służy przekształcaniu związków bardziej złożonych do mniej złożonych z jednoczesnym wytworzeniem energii użytecznej metabolicznie; szlaki dostarczające energii określa się jako szlaki kataboliczne
- zestawy reakcji, które prowadzą do wytworzenia bardziej złożonych związków chemicznych, wymagające jednocześnie dostarczenia energii określa się jako szlaki anaboliczne
- pewne szlaki metaboliczne mogą prowadzić do wytworzenia cząsteczek prostszych lub związków chemicznych bardziej złożonych zależnie od stanu energetycznego komórki; tego rodzaju szlaki określa się jako szlaki amfiboliczne

## Mapa metaboliczna
Szlaki metaboliczne zachodzące w komórce mogą posiadać część wspólną w postaci jednej lub wielu reakcji, a zachodzenie jednego ze szlaków metabolicznych jest zwykle uzależnione od zachodzenia pozostałych. Dlatego często przedstawianie metabolizmu komórki lub organizmu ma postać mapy metabolicznej.

## Regulacja zachodzenia szlaków metabolicznych
Zachodzenie obok siebie wielu reakcji biochemicznych, często o zupełnie odwrotnych skutkach, jest możliwe tylko dzięki ścisłej kontroli metabolizmu w każdej żywej komórce. Reakcje biochemiczne zachodzą w obecności szczególnych katalizatorów – enzymów. Metabolizm komórki podlega kontroli poprzez:
- regulowanie ilości enzymów,
- regulowanie ich katalitycznej aktywności,
- oraz przestrzenne udzielenie zachodzących reakcji.

Regulowanie ilości enzymów odbywa się dzięki zmianom szybkości transkrypcji genów kodujących poszczególne enzymy.
Regulacja aktywności enzymów odbywa się poprzez ich modyfikację kowalencyjną, polegającą najczęściej na odwracalnej fosforylacji, która może zwiększać lub zmniejszać aktywność enzymu.
Innym sposobem zmian aktywność jest kontrola allosteryczna polegająca na zmianie aktywności przez związki chemiczne, najczęściej biorące udział w cyklu reakcji składających się na szlak metaboliczny.
Ostatnim sposobem na regulację jest podział komórki na wiele izolowanych przedziałów – tzw. kompartmentacja komórki. Kompartmenty utworzone są przez system błon białkowo-lipidowych w komórce eukariotycznej wyraźnie oddzielone pozostają mitochondria, chloroplasty, czy jądro komórkowe; jednak cytoplazma także podzielona jest przez siateczkę śródplazmatyczną na wiele przedziałów o ograniczonej możliwości przemieszczania substancji. Kompartmentacja komórki umożliwia kontrolę zachodzących w niej reakcji biochemiczny w najprostszy sposób – poprzez limitowanie dostępności substratów dla zachodzących w odpowiednich przedziałach komórki szlaków metabolicznych.

## Przenoszenie energii pomiędzy reakcjami
Reakcje chemiczne mogą zachodzić spontanicznie jedynie, gdy zmiana energia swobodnej ma wartość ujemną.
Reakcja:
A + B → D
dla której zmiana energii swobodnej wyniesie ΔG°'= −23 kJ mol−1 – zajdzie.
A reakcja:
D + E → F
dla której zmiana energii swobodnej wyniesie ΔG°'= +23 kJ mol−1 – nie zajdzie.
W reakcjach składających się na szlaki anaboliczne występują jednak reakcje, które przy uwzględnianiu zmian energii swobodnej podstawowych produktów i substratów nie powinny zachodzić. Przykładem reakcji termodynamicznie niekorzystnej jest:
1. pirogronian + CO2 → szczawiooctan
Reakcja taka jednak w organizmach zachodzi. Jest to możliwe dzięki połączeniu reakcji termodynamicznie niekorzystnej z reakcją termodynamiczne korzystną, tak aby całkowita zmiana energii swobodnej była ujemna. W komórkach obecny jest uniwersalny nośnik energii, który przenosząc energię pomiędzy reakcjami umożliwia zajście dowolnej reakcji. Nośnikiem energii w komórkach jest ATP.
Hydroliza tego związku przebiegająca według reakcji:
2. ATP + H2O → ADP + Pi + H+
prowadzi do uwolnienia energii ΔG°'= −30,5 kJ mol−1. Dzięki temu połączenie reakcji 1. i 2. daje w efekcie reakcję korzystną termodynamicznie:
pirogronian + ATP + H2O + CO2 → szczawiooctan + ADP + Pi + H+
Energia uwolniona podczas hydrolizy ATP umożliwia zajście wielu reakcji w szlakach anabolicznych. Jest też często wykorzystywana na początku szlaków katabolicznych, gdy pierwotny substrat stosunkowo niechętnie uczestniczy w reakcji, gdy dołączana jest do niego reszta fosforanowa. Reakcję taką często określa się jako aktywację. Powstały fosforan związku organicznego może wchodzić w wiele reakcji biochemicznych z uwolnieniem energii, a więc zachodzących spontanicznie.